# Okami-no-Kami
Okami-no-Kami (淤加美神, eller 龗神) är en gud inom shintoismen.

## Översikt
Enligt japansk mytologi ska Okami-no-Kami blivit till då Izanagi högg ihjäl eldguden Kagutsuchi.
I texterna Kojiki och Nihon Shoki står det att Kuraokami-no-Kami samt guden Kuramitsuha uppstod ur blodet som samlats vid hantaget till Izanagis svärd. Dessutom står det i Nihon Shoki att en av tre gudar som blev till genom dräpandet av Kagetsuchi var Takaokami-no-Kami.
Takaokami-no-Kami dyrkas i helgedomen Kifune-jinja i Kyoto.

## Genealogi
Enligt Kojiki hade Okami-no-Kami en dotter kallad Hikaha-hime som tillsammans med Fukanomojikunusunu-no-Kami (en ättling till Susanoo) fick barnet Fukafuchi-no-Mizuyarehana-no-Kami. Dennes barnbarnsbarn ska ha varit guden Ōkuninushi. Ōkuninushis barnbarns barnbarn, Mikanushi-hiko, ska i sin tur ha gift sig med Hinarashi-hime, en annan dotter till Okami-no-Kami, och med henne fått barnet Tahirikishimarumi-no-Kami.

## Etymologi
龗 (Okami) är ett gammalt ord för drake, ett väsen som tillbads då det troddes styra över regn och vatten.

## Kult
Förutom i det förutnämnda Kifune-jinja dyrkas han tillsammans med Mizuhanome i Niukawakami-jinja i Nara prefektur, och helgedomar uppkallade efter honom finns över hela Japan.